# Idoménée
Idoménée (deutsch: Idomeneus) ist eine Oper des französischen Komponisten André Campra mit einem Libretto von Antoine Danchet. Das Werk aus dem Jahr 1712 ist in der Form einer Tragédie en musique in einem Prolog und fünf Akten gegliedert.

## Handlung
Der kretische König Idomeneus hat im Krieg die Trojaner besiegt, die Götter nehmen ihm dies übel und denken sich, während er mit dem Schiff auf der Heimreise ist, für ihn eine Strafe aus. Er gerät in einen Sturm und gelobt gegenüber Neptun, um die Götter zu besänftigen, die erste von ihm auf den Ufern Kretas erblickte Person zu opfern. Jene wird von ihm zunächst nicht erkannt, entpuppt sich aber als Idomeneus' eigener Sohn Idamantes. Schnell stecken beide in einer Rivalität um Ilia, einer trojanischen Gefangenen des Idomeneus. In Idamantes ist zudem Electra verliebt, was die Geschichte verkompliziert. Idomeneus glaubt am Ende, die Götter besänftigt zu haben, indem er seine Liebe aufgibt und den Thron, doch macht Nemesis ihm seinen Irrtum klar und er gerät in eine Wut, die ihn seinen Sohn opfern lässt.

## Gestaltung
Campra musste auf vielfältige musikalische Mittel zurückgreifen, um den vom Libretto aufgeworfenen Gefühlszuständen wie Hoffnung, Unsicherheit, Schrecken, Angst und Raserei gerecht zu werden. Ilia wird als wehmütig dargestellt, wohingegen die übrigen Figuren hinter der Bedeutung des Großen und Ganzen zurückzustehen scheinen. Anders als in der Tradition Lullys nehmen die zehn von Campra in das Stück eingebauten Chöre direkt an der Handlung teil. Bewundernswert komponiert sind die Rezitative. In Zeiten, in denen das Libretto eine Krise durchlebt, erneuert Campra die tragédie en musique, indem er sich an italienische Modelle anlehnt – nirgendwo geht er dabei weiter als bei Idoménée. Gab es bei Lully noch die strikte Trennung von air und recitatif, wird der Unterschied bei Campra verwischt: arias de concert lösen die airs ab. Die Begleitung zeigt eine außerordentliche Mobilität, die damals wenig benutzte Tonarten einschließt.
Einen Mythos in all seiner Brutalität so auf die Bühne zu bringen, traute sich neben Campra und Danchet kaum einer. Das Ende des Stücks erinnert an jenes von Lullys Atys. Herbert Schneider sah die Oper im Einklang mit dem depressiven Klima zum Ende der Regierungszeit Ludwigs XIV.

## Werkgeschichte
Idoménée wurde am 12. Januar 1712 von der Académie royale de musique auf ihrer am Palais Royal gelegenen Opernbühne in Paris uraufgeführt. Das Libretto von Danchet hat ein Drama von Crébillon père als Vorlage.
Das Vorwort der Partitur nannte als Person, der das Stück gewidmet war, die Dauphine Maria Adelaide von Savoyen, Herzogin von Burgund. Die möglicherweise von Danchet gereimte Huldigung sollte mit ihren Schmeicheleien wohl Campra eine am Hofe gerade in Sachen Musik einflussreiche Person nahe bringen. Ludwig XIV., der Campras Musik ignorierte, hatte für sie ein offenes Ohr. Vergebliche Mühe: Genau einen Monat nach Idoménées Uraufführung starb die Herzogin.
Die Meinungen über die Oper gingen auseinander. Danchet bekam Kritik ab von Paulmy d’Argenson, der ihn sowieso nie geschätzt hatte: „Mittelmaß“, „ohne Kraft, zu süß“. Den Brüdern François und Claude Parfaict hingegen gefiel besonders die Szene im zweiten Akt, in der Idomeneus erstmals seien Sohn trifft, doch bemängelten sie die Vielzahl von Göttern. Jene bringen aber viele Theatermaschinen mit sich und 1764 meinte ein Redakteur des Mercure galant, dass Danchet es sich „sehr gut ausgedacht“ haben könnte, mit jenen Maschinen Leerstellen in der Handlung zu füllen. Für die Brüder Parfaict war das Stück in jedem Fall ein Erfolg, wenngleich kein großer. Gut kam das Stück auch bei einer Wiederaufnahme 1731 an.
Danchets Libretto bildete später die Grundlage für Giambattista Varescos Libretto für Wolfgang Amadeus Mozarts Opera seria Idomeneo (München 1781).
Das Theater im Revier, Gelsenkirchen, bot konzertant im Oktober 1991 Idoménée in der Fassung von 1731. William Christie leitete Les Arts Florissants und der WDR machte einen Mitschnitt.
Für Aufführungen im Schlosstheater Schönbrunn 2017 versuchte Robert Lillinger die Tragédie lyrique authentisch zu rekonstruieren.

## Tonaufnahmen
- Idoménée Chor und Orchester  Les Arts Florissants, Leitung William Christie; Harmonia Mundi[13]